# Cryptocellus peckorum
Espèce
Cryptocellus peckorum est une espèce de ricinules de la famille des Ricinoididae.

## Distribution
Cette espèce est endémique du département d'Amazonas en Colombie. Elle se rencontre vers Leticia.

## Description
Le mâle holotype mesure 3,58 mm.
La femelle décrite par Platnick et Garcia en 2008 mesure 4,36 mm.

## Étymologie
Cette espèce est nommée en l'honneur de Stewart B. Peck et Jarmila Kukalová-Peck.

## Publication originale
- Platnick & Shadab, 1977 : On Amazonian Cryptocellus (Arachnida, Ricinulei). American Museum Novitates, no 2633, p. 1-17 (texte intégral).